# 红歌百灵
红歌百灵（学名：Certhilauda burra），是百灵科的一种，为纳米比亚和南非的特有种。全球活动范围约为72,200平方千米。该物种的保护状况被评为易危。
红歌百灵的平均体重约为37.5克。栖息地包括亚热带或热带的（低地）干草原和亚热带或热带的（低地）干燥疏灌丛。